# بخش پرپینیان
بخش پرپینیان (به فرانسوی: Arrondissement de Perpignan) یک بخش در فرانسه است که در پیرنه-اورینتال واقع شده‌است.